# Jan Kaszuba (prezydent Suwałk)
Jan Kaszuba (1937–2003) – polski nauczyciel i działacz państwowy, prezydent Suwałk (1975–1981). 

## Życiorys
Z zawodu był nauczycielem (pełnił m.in. funkcję dyrektora Liceum Ogólnokształcącego im. Marii Konopnickiej w Suwałkach). W 1975 objął funkcję pierwszego od 1939 prezydenta miasta, którą sprawował do 1981. 